# Avalanche de Kohistan en 2010
L'avalanche de Kohistan en 2010 est une avalanche survenue le 17 février 2010 à Bagaro Serai, dans le district de Kohistan, dans la province de la frontière nord-ouest, au Pakistan. Elle a provoqué la mort d'au moins 38 personnes.

## Avalanche
L'avalanche s'est abattue sur au moins quatre maisons du village isolé, qui a été frappé par de fortes tempêtes de neige les jours précédents. Selon des responsables locaux, les équipes de secours ont eu du mal à pénétrer dans le village car toutes les routes ont été bloquées en raison de l'avalanche et de plusieurs glissements de terrain. La police et les volontaires ont dû marcher pendant la nuit pour atteindre le lieu de l'avalanche et la police a été confrontée à des problèmes de communication car la réception radio était entravée par le relief montagneux. Une recherche de personnes bloquées était en cours et une demande avait été faite d'envoyer un hélicoptère et de la machinerie lourde au village pour aider à l'opération de sauvetage.

## Réaction
Le Premier ministre Yousaf Raza Gilani a exprimé son chagrin et sa tristesse pour la perte de vies humaines et la destruction de propriétés causées par l'avalanche. Il a ordonné aux autorités d'accélérer l'opération de sauvetage et l'évacuation en toute sécurité des personnes prises au piège dans le village.